# Кіпрії
Кіпрії (грец. Κύπρια) — або Кіпрські перекази, втрачена епічна поема стародавньої грецької літератури. Це одна з поем епічного циклу, тобто «троянського» циклу, в якому в епічному стилі викладаються події не тільки самої троянської війни, але й події що їй передували, та відбувалися після неї. Історія в Кіпрії хронологічно розпочинає епічний цикл, а за нею йдуть події, викладені у поемі Іліада. Поема складається з одинадцяти книг, написаних дактилічним гекзаметром, і розповідає про події, що передували троянській війні, та перші дев'ять років війни. Найбільш значимим сюжетом Кіпрій є історія про Суд Паріса.
Суд Паріса — троянський царевич Паріс виносить свій вердикт трьом богиням. Сцена не має жодних натяків на жахливі події, які відбудуться внаслідок цього вердикту, а саме — на Троянську війну.